# 34259 Abprabhakaran
34259 Abprabhakaran è un asteroide della fascia principale. Scoperto nel 2000, presenta un'orbita caratterizzata da un semiasse maggiore pari a 2,2487799 au e da un'eccentricità di 0,0989060, inclinata di 5,24303° rispetto all'eclittica.